# 20. etape af Tour de France 2007
Tyvende etape af Tour de France 2007 var en 146 km lang etape som gik fra Marcoussis til Paris. Etapen indeholdte 2 spurter og 2 bjergpasseringer; 2 kategori 4 stigninger.
- Etape: 20
- Dato: 29. juli
- Længde: 146 km
- Gennemsnitshastighed: 37,9 km/t

## Sprint og bjergpasseringer

### 1. sprint (Châtenay-Malabry)
Efter 74 km
| Vinder | Lilian Jégou    | 6p, 6s |
| 2.     | Carlos Barredo  | 4p, 4s |
| 3.     | Steven de Jongh | 2p, 2s |

### 2. sprint (Inngang Champs-Elysées)
Efter 108,5 km
| Vinder | Simon Gerrans     | 6p, 6s |
| 2.     | Alessandro Ballan | 4p, 4s |
| 3.     | Nicolas Portal    | 2p, 2s |

### 1. bjerg (Côte de Saint-Rémy-les-Chevreuse)
4. kategori efter 51 km
| Plads | Navn             | Point |
| ----- | ---------------- | ----- |
| 1.    | Gert Steegmans   | 3     |
| 2.    | Thomas Lövkvist  | 2     |
| 3.    | Frederik Willems | 1     |

### 2. bjerg (Côte de Châteaufort)
4. kategori stigning efter 54,5 km
| Plads | Navn              | Point |
| ----- | ----------------- | ----- |
| 1.    | Gert Steegmans    | 3     |
| 2.    | Michael Albasini  | 2     |
| 3.    | Yaroslav Popovych | 1     |

## Resultatliste
|    | Navn               | Land           | Hold                  | Tid     |
| -- | ------------------ | -------------- | --------------------- | ------- |
| 1  | Daniele Bennati    | Italien        | Lampre-Fondital       | 3:51.03 |
| 2  | Thor Hushovd       | Norge          | Crédit Agricole       | s.t.    |
| 3  | Erik Zabel         | Tyskland       | Team Milram           | s.t.    |
| 4  | Robert Hunter      | Sydafrika      | Barloworld            | s.t.    |
| 5  | Tom Boonen         | Belgien        | Quick Step-Innergetic | s.t.    |
| 6  | Sébastien Chavanel | Frankrig       | Française des Jeux    | s.t.    |
| 7  | Fabian Cancellara  | Schweiz        | Team CSC              | s.t.    |
| 8  | David Millar       | Storbritannien | Saunier Duval-Prodir  | s.t.    |
| 9  | Robert Förster     | Tyskland       | Gerolsteiner          | s.t.    |
| 10 | Manuel Quinziato   | Italien        | Liquigas              | s.t.    |